# Pachylia
Pachylia là một chi bướm đêm thuộc họ Sphingidae.

## Các loài
- Pachylia darceta - Druce 1881
- Pachylia ficus - (Linnaeus 1758)
- Pachylia syces - (Hubner 1819)

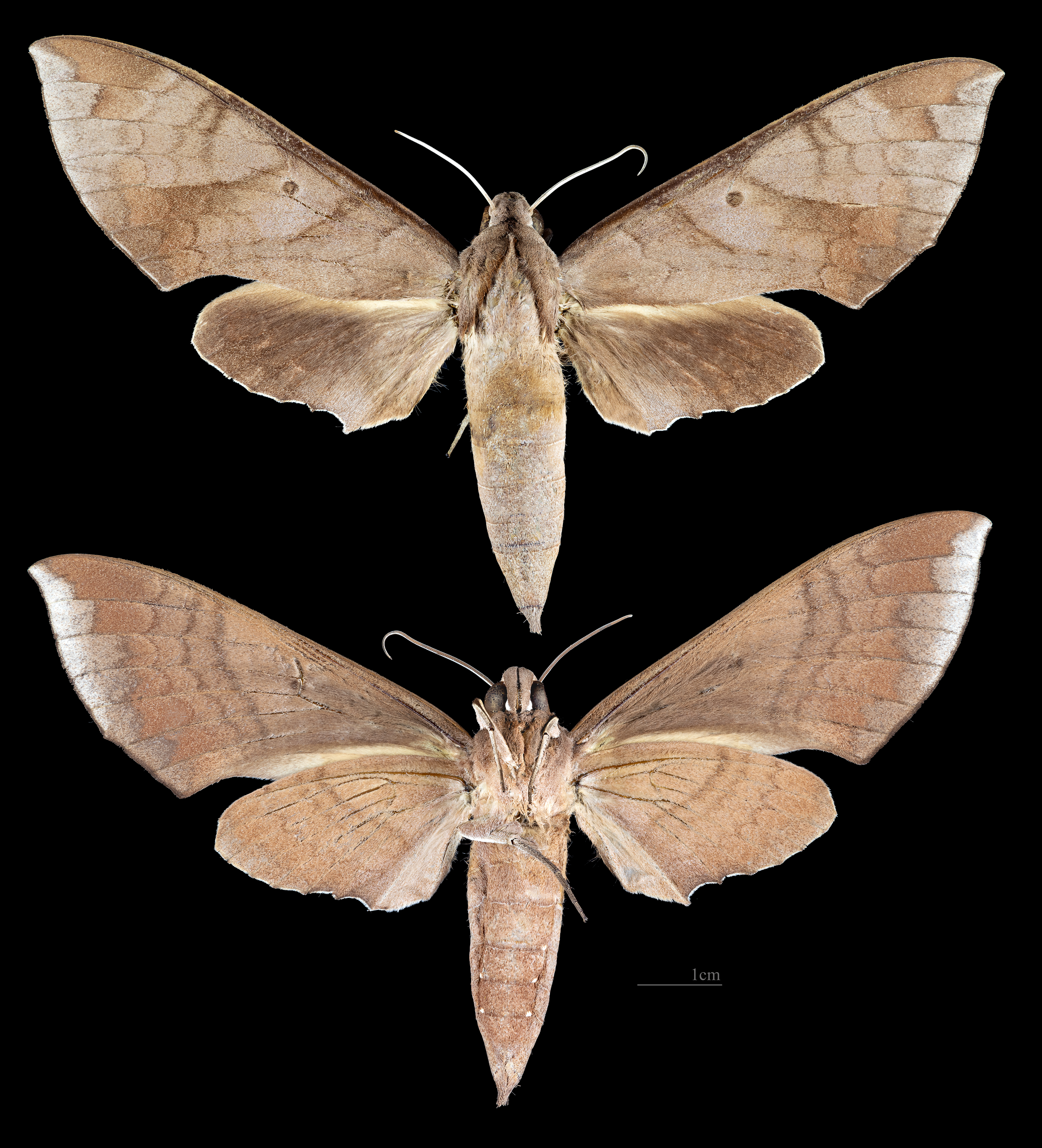
Pachylia darceta
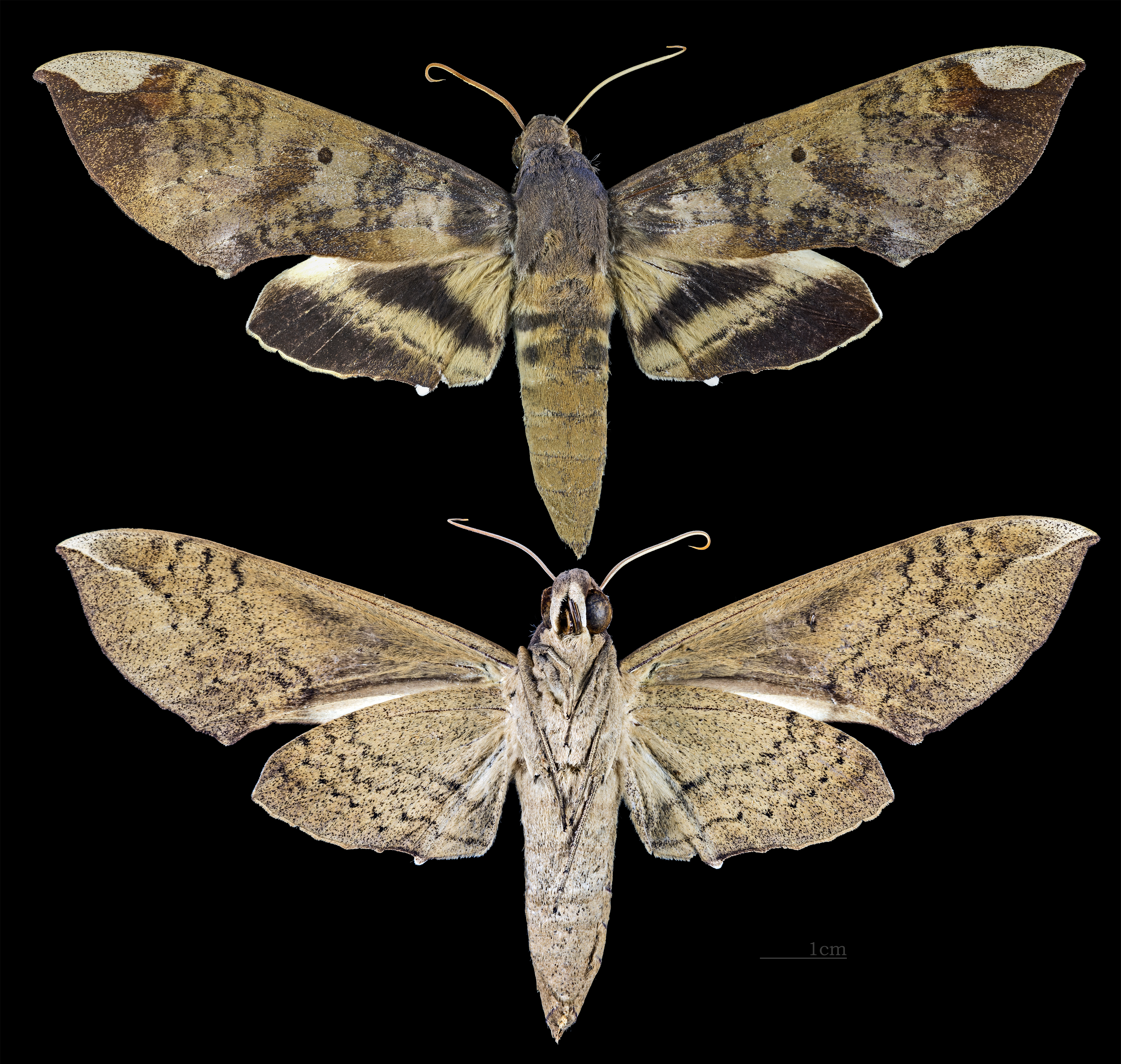
Pachylia ficus
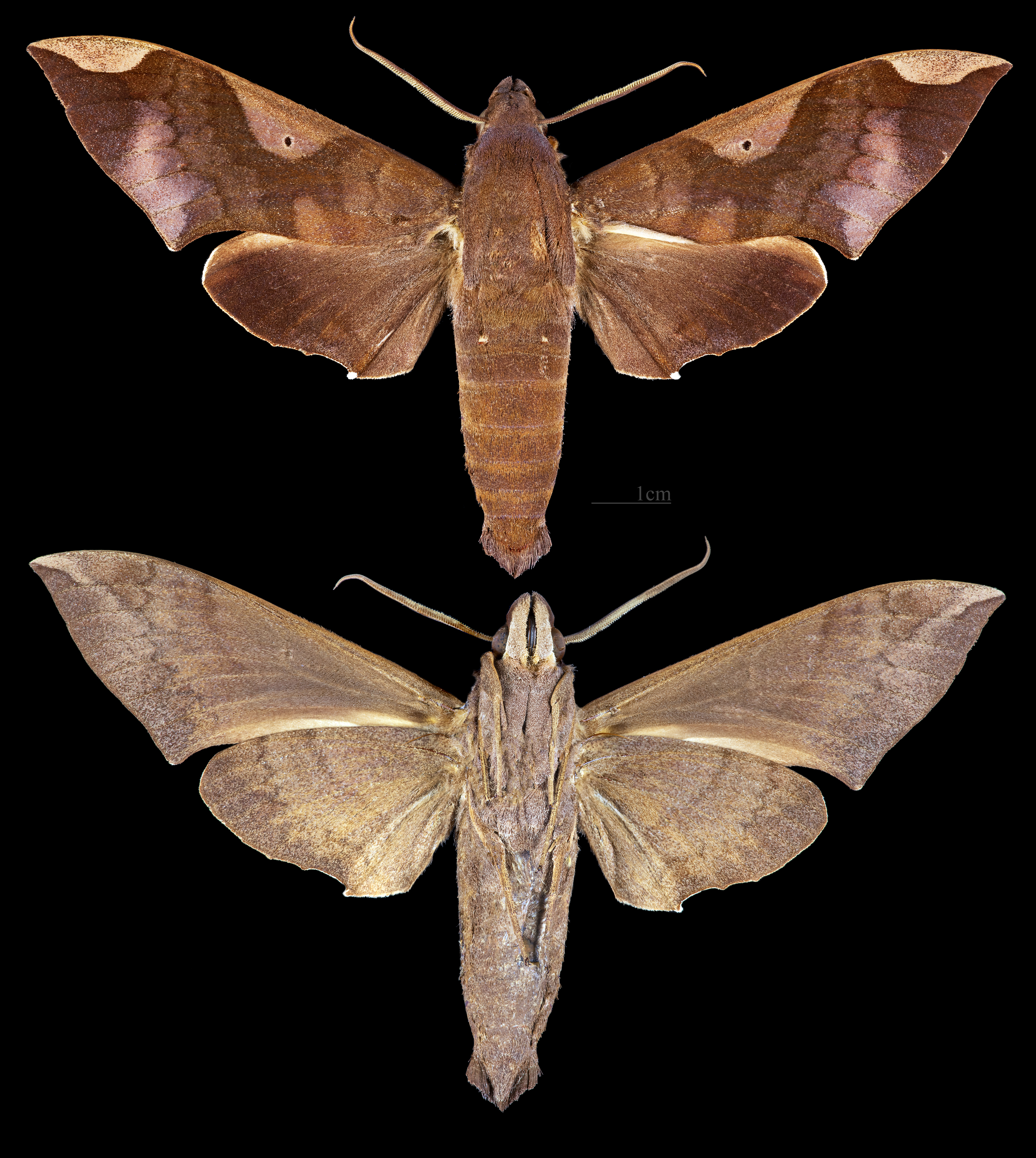
Pachylia syces